# Tranderup Sogn
Tranderup Sogn er et sogn i Langeland-Ærø Provsti (Fyens Stift).
I 1800-tallet var Bregninge Sogn et selvstændigt pastorat. Det hørte til Ærø Herred i Svendborg Amt. Tranderup Sogn udgjorde Tranderup Kommune fra 1867 til 1966. Sognet indgik i Vest Ærø Kommune fra 1966 til 1970, i Ærøskøbing Kommune fra 1970 til 2006 og har indgået i Ærø Kommune fra 2006.
I Tranderup Sogn ligger Tranderup Kirke.
I sognet findes følgende autoriserede stednavne:
- Borgnæs (bebyggelse)
- Borgnæs Nakke (areal)
- Gråhøje (bebyggelse)
- Kringelmose (bebyggelse)
- Langagre (bebyggelse)
- Spegesilden (bebyggelse)
- Stokkeby Nor (areal)
- Strandhuse (bebyggelse)
- Tranderup (bebyggelse, ejerlav)
- Vesterløkke (bebyggelse)
- Vieskoven (bebyggelse)
- Vindeballe (bebyggelse, ejerlav)
- Voderup (bebyggelse, ejerlav)